# 鶏マラリア
鶏マラリア（にわとりマラリア）とはPlasmodium juxtanucleareあるいはPlasmodium gallinaceum寄生を原因とするニワトリの寄生虫病。
Plasmodium juxtanucleareは主にアカイエカ、Plasmodium gallinaceumはヤブカやクロヤブカにより媒介され、鶏マラリアはこれらの媒介動物が活発に活動する夏季に散発的に発生する。鶏マラリアは発熱、脾腫、貧血を主徴とし、Plasmodium juxtanucleareによるものは耐過すると持続感染免疫が成立する。診断は末梢血塗抹ギムザ染色による赤血球内のシゾント、トロフォゾイト、ガメトサイトの検出によってなされる。実用的な治療法や予防法は確立していない。